# Patricia Noriega Herrera
Zuly Patricia Noriega Herrera (Maracay; 10 de junio de 1978) es una periodista, locutora y presentadora de radio, emprendedora y editora venezolana. Conocida por los programas Cápsulas sin ratón, La hora de la sopa, ambos en la radio La Mega 96.5 FM de Maracay. Fue presidenta del comité organizador del Congreso Internacional de Periodismo Digital de Venezuela y fundadora de la revista Sonrisita. Reconocida por el Colegio Nacional de Periodista, Seccional Aragua, con el Premio al Periodista Emprendedor 'Arturo Linero' en 2014.

## Biografía

### Formación
Estudió su educación inicial y básica en la Unidad Educativa Fe y Alegría Jacob Pérez Carballo en Las Acacias y secundaria en el Colegio Los Próceres, ambos en Maracay. Estudió en la Universidad Bicentenaria de Aragua de donde egresó en la primera promoción de la Escuela de Comunicación Social, como Licenciada en Comunicación Social, mención Periodismo. En esa oportunidad, su tesis fue seleccionada con mención: Publicación.
Luego se tituló en el Máster en Periodismo Digital de la Universidad Autónoma de Madrid. Integrante del 10.º Programa de Gerencia de Comunicación Corporativa e Imagen, Comunicación del IESA. Locutora certificada por la Escuela de Comunicación Social de la Universidad Central de Venezuela. Cursó especialización en línea de Diseño y creación multimedia: usabilidad e interactividad de la Universidad Abierta de Cataluña y diplomado en Gerencia de Mercadeo y Ventas del CEATE en la Universidad de Carabobo.

### Carrera
Sus primeros pasos en la radio fueron como asistente de producción en el programa de radio Los cuentos del tío Pascua en Victoria 103.9 FM de La Victoria y Pasantías en Bolívar Films de Caracas.
Se inicia en el año 2003 como periodista y directora del diario El Impreso de Cagua. 
Funda a finales del año 2003 la empresa Evolution Media C.A., empresa de comunicación y publicidad dedicada a la producción de soluciones de contenido, manejo de medios de comunicación, redes sociales, material pop y diseño comunicacional infantil. 
Trabaja como periodista freelance para contenido inteligente, Universia Venezuela y como columnista del diario El Aragüeño en Maracay.
Desde el año 2004 al 2006, preside y organiza Congreso Internacional de Periodismo Digital de Venezuela, evento académico dedicado a la formación y capacitación de periodistas y profesionales de la comunicación y en general, al uso de Internet como medio de comunicación. El Congreso Internacional de Periodismo Digital de Venezuela se realizó durante III ediciones consecutivas en la ciudad de Maracay, organizado por la empresa Evolution Media C.A. Esta importante cita contó con más de 40 ponentes nacionales e internacionales de los medios de comunicación de Iberoamérica.
Desde el año 2005 y hasta el presente es locutora de La Mega 96.5 FM en Maracay, emisora perteneciente al Circuito Unión Radio, conduciendo el micro radial Cápsulas sin ratón. Espacio dedicado a la promoción de sitios web, últimas tendencias y entrevistas a los líderes de la Internet venezolana.
Emprende en el año 2007 la revista Sonrisita, primera franquicia de revista de eventos Infantiles en Venezuela, medio de comunicación infantil dedicado a la cobertura de fiestas para niñas y niños entre 0 y 12 años de edad.
En el año 2006 colabora en el libro 10 Años de Periodismo Digital en Venezuela 1996-2006. Compendio de los 10 años de periodismo digital en Venezuela 1996-2006. Coordinado por Miladys Rojano del Centro de Investigación de la Comunicación CIC UCAB. Participaron 17 profesionales venezolanos de diferentes áreas de la comunicación venezolana.
En el año 2014, el Colegio Nacional de Periodista, Seccional Aragua, le otorga el Premio al Periodista Emprendedor 'Arturo Linares' como reconocimiento por impulsar un proyecto comunicacional independiente, innovador, original y creativo que se ha mantenido y sigue creciendo en el mercado regional, la revista de sociales infantiles Sonrisita.

### Radio
| Radio           | Radio              | Radio           | Radio |
| Año             | Programa           | Estación        |       |
| --------------- | ------------------ | --------------- | ----- |
| 2007 - 2008     | La Hora de la Sopa | La Mega 96.5 FM |       |
| 2005 - presente | Cápsulas Sin Ratón | La Mega 96.5 FM |       |

### Publicaciones
| 2008 - 2009     | Columna Cápsulas Sin Ratón                           |
| 2006            | 10 Años de Periodismo Digital en Venezuela 1996-2006 |
| 2007 - Presente | Revista Sonrisita – Franquicia Maracay               |